# Antonino Zecchini
Antonino Zecchini (* 7. Dezember 1864 in Viseo, Italien; † 17. März 1935 in Riga, Lettland) war ein Jesuit, Titularerzbischof und Apostolischer Nuntius.

## Leben
Antonino Zecchini trat nach seiner Priesterweihe am 25. Juni 1893 in den Diplomatischen Dienst des Heiligen Stuhls ein. Am 10. April 1921 wurde er zum Apostolischen Visitator für Estland ernannt. Ein Jahr später, am 20. Oktober 1922, erfolgte seine Ernennung zum Titularerzbischof von Myra in Verbindung mit der Ernennung zum Apostolischen Delegaten für Litauen, Lettland und Estland am 25. Oktober 1922. Die Bischofsweihe erfolgte am 21. Dezember 1922.
Mit der Errichtung der Apostolischen Administratur für Estland am 1. November 1924 wurde Antonino Zecchini zusätzlich zu seiner Aufgabe als Diplomat mit der des Apostolischen Administrators betraut, wobei er seinen Dienstsitz jedoch in Riga behielt. Nachdem es in Litauen zu einer Neuordnung der kirchlichen Verhältnisse gekommen und auch ein Konkordat zwischen dem Heiligen Stuhl und der Republik Lettland unterzeichnet worden war, erfolgte am 14. April 1926 die Ernennung von Antonino Zecchini zum Internuntius in Lettland.
Am 13. Mai 1931 bat Antonino Zecchini Papst Pius XI. um Entpflichtung vom Amt des Apostolischen Administrators für Estland; sein Nachfolger wurde der Pfarrer von Tallinn (Reval), Pater Eduard Profittlich SJ. Bis zu seinem Tod am 17. März 1935 in Riga blieb er jedoch weiterhin Nuntius in Lettland und Apostolischer Delegat für Estland. Sein Begräbnis in Riga, an welchem mehr als 100.000 Menschen teilnahmen, gilt noch heute als der größte und eindrucksvollste Staatsakt, der je in Lettland stattgefunden hat. Seine Grabstätte ist bis heute erhalten.